# Бах, Вильгельм Фридеман
Вильгельм Фридеман Бах (нем. Wilhelm Friedemann Bach; 22 ноября 1710, Веймар — 1 июля 1784, Берлин) — старший сын Иоганна Себастьяна Баха, известный органист, импровизатор и композитор, мастер контрапункта. Известен как «Халльский Бах».

## Биография
В отличие от остальных членов музыкальной семьи Бахов, Вильгельм Фридеман был человеком малоактивным, а его карьеру можно назвать чередой упущенных возможностей. Он родился в Веймаре и обучался в лейпцигской школе Святого Фомы; в 1733 г. его назначили на должность органиста церкви св. Софии в Дрездене (в конкурсе на замещение этой вакантной должности он одержал победу над композитором и клавесинистом Кристофом Шаффратом), а в 1746 году он стал органистом церкви Пресвятой Девы (Liebfrauenkirche) в Галле. Известность и влияние его отца были достаточными для получения Вильгельмом последней должности без традиционного прослушивания.
Со смертью его отца в 1750 года ушло и его влияние на жизнь Вильгельма Фридемана, и его жизнь в Галле перестала быть счастливой. Периодически Вильгельм уезжал из города на поиски другой работы. В 1762 году ему была предложена позиция капельмейстера при дармштадтском дворе, но по непонятным причинам он отверг предложение. Два года спустя, в 1764 году, он уволился с работы в Галле, после чего Вильгельм так и оставался (по крайней мере, формально) безработным до конца жизни. С этих пор он странствовал по свету, пока не умер 1 июля 1784 года в Берлине в глубокой нищете. Похоронен на Луизенштадтском приходском кладбище, срытом после Второй мировой войны. Ныне на его месте парк, где Баху установлена памятная стела.

## Творчество
Среди его сочинений, из которых опубликована была только малая часть, многочисленные церковные кантаты и инструментальные произведения, из которых наиболее известны фуги, полонезы и фантазии для клавира, а также секстет для струнных, кларнета и рожков. Некоторые из его рукописей хранятся в Берлинской библиотеке.
Для нумерации произведений В. Ф. Баха обычно используется система Мартина Фалька, опубликованная в каталоге произведений Вильгельма в 1913 году. Например, обозначение F. 12 — фальковский номер «Двенадцати полонезов», сочинённых в 1765 году.
Вильгельм Фридеман вместе со своим братом Карлом Филиппом Эммануилом сообщили много важной информации первому биографу Баха, Иоганну Николаю Форкелю. Эту информацию Форкель использовал в биографии Иоганна Себастьяна, увидевшей свет в 1802 г. Однако, в отличие от своего брата, Вильгельм был очень плохим хранителем рукописей своего отца, многие из которых он получил в наследство. Мало того, что при нём бесследно исчезли многие рукописи Иоганна Себастьяна, Вильгельм ещё и перемаркировывал некоторые из них, чтобы выдать произведения отца за свои. Так, например, органный концерт BWV 596 долгое время ошибочно приписывали Вильгельму Фридеману из-за его надписи на рукописи Баха-старшего.